# Folsomides portucalensis
Folsomides portucalensis är en urinsektsart som beskrevs av da Gama 1961. Folsomides portucalensis ingår i släktet Folsomides och familjen Isotomidae. Inga underarter finns listade i Catalogue of Life.